# Nächstenliebe
Als Nächstenliebe wird ein helfendes Handeln für andere Menschen bezeichnet. Sie beinhaltet jede dem Wohlergehen des Mitmenschen zugewandte, uneigennützige Handlung, nicht unbedingt eine emotionale Sympathie. Der „Nächste“ kann jeder Mensch in einer konkreten Notlage sein, der einem begegnet.
Der Begriff stammt aus einem Gebot der Tora des Judentums:

„An den Kindern deines Volkes sollst du dich nicht rächen und ihnen nichts nachtragen. Du sollst deinen Nächsten lieben wie dich selbst. Ich bin JHWH.“

Durch die Tora-Auslegung Jesu von Nazaret wurde Nächstenliebe auch ein Zentralbegriff des Christentums, der in der Ethik der Antike neben den Grundwert Gerechtigkeit trat.
Heute wird Nächstenliebe weitgehend mit selbstlosem Eintreten für Andere (Altruismus) ohne Rücksicht auf deren soziale Stellung oder Verdienste gleichgesetzt. Dieses gilt nicht als „Begleiterscheinung des Mitleids, sondern eine die fremde Person als etwas Wertvolles intendierendes Fühlen und Streben, ein von Wohlwollen bestimmtes Bezogensein auf den anderen Menschen“. Entsprechende soziale Regeln und Normen sind in den meisten Religionen und Philosophien als ethisches Grundmotiv, die sogenannte Goldene Regel, verankert und als menschliches Verhalten überall anzutreffen.

## Hebräische Bibel
Im Tanach, der Bibel des Judentums, ist das Gebot der Nächstenliebe auf ein vorhergehendes, befreiendes und rettendes Handeln JHWHs, des Gottes der Israeliten, bezogen und soll diesem entsprechen. Sie hat also dieselbe, proexistente Zielrichtung wie das Handeln Gottes selber. Das Gebot gilt im Judentum mit der ganzen Tora (1.–5. Buch Mose) als Wort Gottes und damit als Grundsatz und Leitforderung für das ganze Leben. Für die Rabbiner ist es im Anschluss an die Prophetie im Tanach ebenso wesentlich für den jüdischen Gottesdienst wie die Gottesliebe (siehe Jüdische Ethik). Seine Reichweite wurde seit etwa 200 v. Chr. im Judentum diskutiert: Manche Gruppen schlossen Nichtjuden davon aus, andere bezogen alle Menschen ein. Letztere Deutung setzte sich im Judentum bis etwa 100 n. Chr. durch.

### Der Begriff des Nächsten
Im Tanach ist der „Nächste“ immer ein bestimmter, aktuell begegnender oder zum Gesichtskreis eines Israeliten gehörender „Mitmensch“. Die Nähe ergibt sich meist aus einer konkreten Beziehung zu ihm. Das Substantiv reah kann für „Verwandter“ (Ex 2,13 ), „Nachbar“ (Spr 3,29 ), „Freund“ (1. Samuel 20,41 ), „Geliebter“ (Hld 5,16 ) oder „Anderer“ (Gen 11,3 ) stehen. Auch dort, wo es im Kontrast zum „Fremden“ ausdrücklich den „Volksgenossen“ meint (Ex 11,2 ; Ex 12,35 ), zielt es auf ein allgemeingültiges Verhältnis oder Verhalten (Ex 33,11 ). Demgemäß übersetzte die Septuaginta das Wort meist mit griechisch pläsion („Anderer, Mitmensch“).
In der Tora erscheint reah zusammen mit isch („Mensch“) oder als Objekt bestimmter Sozialgebote für das Bundesvolk Israel: etwa in denjenigen der Zehn Gebote, die das Falschzeugnis gegen den Nächsten und das Begehren seiner Angehörigen und Besitztümer untersagen (Ex 20,16f ). Sie sind nach der Präambel (Ex 20,2 ) im Zentralereignis der jüdischen Religion begründet, der Befreiung aus der Sklaverei beim Auszug aus Ägypten. So ist der Nächste zum einen jeder mit den Hebräern befreite und zum Bundespartner Gottes erwählte Israelit, zum anderen tendieren die auf den Nächsten bezogenen Dekaloggebote auf allgemeine Geltung im Bereich der Schöpfung. So macht Gott den als Mitmenschen zu seinem Ebenbild geschaffenen Menschen (Gen 1,26 ) für die Bewahrung allen Lebens verantwortlich (Gen 2,15.18 ).

### Kontext und Sinn des Gebots
Das Gebot der Nächstenliebe steht im Zentrum des Kapitels Lev 19  im Heiligkeitsgesetz, das wesentliche Grundforderungen Gottes zusammenstellt. Diese reden wie die Zehn Gebote jeden einzelnen Israeliten und zugleich das erwählte Volk insgesamt an („Du … ihr“), sind meist apodiktisch formuliert und betreffen dieselben Bereiche: Elternehrung (19,3.31), Sabbat (19,3b.30), Heiligung des Gottesnamens (19,12), Götterbilder und Fremdkulte (19,4.26–29), Sozialverhalten (19,9–18). Das intendierte Verhalten soll Gottes Heiligkeit entsprechen, der sich nach jüdischem Glauben in der Geschichte offenbart und am Ende durchsetzen wird. Daher ist das Verb auch indikativisch übersetzbar:

„Du sollst [wirst] keine Nachlese von deiner Ernte halten …
 Du sollst sie dem Armen und dem Fremden überlassen. Ich bin der Herr, euer Gott.
 Ihr sollt nicht stehlen, nicht täuschen und einander nicht betrügen.
 Du sollst deinen Nächsten nicht ausbeuten und ihn nicht um das Seine bringen.
 Der Lohn des Tagelöhners soll nicht über Nacht bis zum Morgen bei dir bleiben.
 Du sollst einen Tauben nicht verfluchen und einem Blinden kein Hindernis in den Weg stellen; vielmehr sollst du deinen Gott fürchten. Ich bin der Herr.
 Ihr sollt in der Rechtsprechung kein Unrecht tun. Du sollst weder für einen Geringen noch für einen Großen Partei nehmen; gerecht sollst du deinen Stammesgenossen richten.
 Du sollst deinen Stammesgenossen nicht verleumden und dich nicht hinstellen und das Leben deines Nächsten fordern. Ich bin der Herr.
 Du sollst in deinem Herzen keinen Hass gegen deinen Bruder tragen. Weise deinen Stammesgenossen zurecht, so wirst du seinetwegen keine Schuld auf dich laden.
 An den Kindern deines Volkes sollst du dich nicht rächen und ihnen nichts nachtragen.“

Als positives Gegenteil zu all diesen von Gott abgelehnten Verhaltensweisen wird zum Schluss der Reihe Nächstenliebe geboten. Diese soll also eine umfassende Verhaltensänderung in der ganzen Volksgemeinde bewirken. Unrechtes Handeln soll in dem von Gott erwählten Volk dauerhaft überwunden, ausgeschlossen und durch dem Nächsten zugewandtes Handeln abgelöst werden. Dieses wird gegen Hass, Rache und Nachtragen in einem Streit unter Brüdern gestellt und schließt darum Versöhnung mit Feinden ein.
Wenige Verse darauf folgt das Gebot der Fremdenliebe (19,33f), das wiederum ausdrücklich mit der Befreiung der Israeliten aus Ägypten begründet und – wie jeder thematische Abschnitt der Reihe und viele Sozialgebote der Tora – mit der Selbstvorstellungsformel Ich bin JHWH bekräftigt wird. Der Kapitelschluss fasst nochmals zusammen: Ich bin der Herr, euer Gott, der euch aus Ägypten geführt hat. Damit wird die Befolgung des hier geoffenbarten göttlichen Heilswillens dem Belieben der Menschen entzogen und für die gesamte Gemeinschaft vor Gott verbindlich gemacht: Die menschliche Nächstenliebe soll dem befreienden und rettenden Handeln Gottes in Israels Geschichte antworten und entsprechen.
Dass das Gebot der Nächstenliebe in der Tora auch Fremde bzw. Ausländer umfasst (Ex 23,4-5; Lev 19,18), bewahren und bestätigen spätere Bibeltexte, die die gebotene Feindeshilfe an Beispielen veranschaulichen (so Spr 20,22 ; 24,17 ; 24,29 ; 25,21f. ; Sir 28,7 ;Hiob 31,29f. ).

### Schutzrechte für die Armen und Fremden
Nächstenliebe ist nach dem Eigenkontext des Gebots keine reine Emotion und freiwillige Zusatzleistung, sondern Pflichthandeln jedes Israeliten, das vorrangig den Bedürftigen zugutekommen soll. Deshalb ist sie kein Gegensatz zum „Zurechtweisen“ eines Streitgegners, sondern erinnert diesen an das Lebensrecht der Recht- und Besitzlosen. Sie gilt gerade den Randgruppen, Unterdrückten und Benachteiligten und wird daher in zahlreichen Einzelgeboten konkretisiert, etwa:
- der Überlassung des Ernterestes,
- sofortiger Auszahlung des Tagelohns,
- Verbot von Diebstahl, Raub, Täuschung, Betrug, Übervorteilung, Verleumdung, parteilicher Rechtsprechung usw.

Vor der Unterdrückung der Fremden warnt die Tora mehrfach (Ex 22,20–23; 23,6.9). Sie werden den „Witwen und Waisen“, das heißt den mittellosen Randgruppen ohne Versorger, an die Seite gestellt und erhalten wie diese die Zusage, dass JHWH ihr Schreien erhören werde. Sie zu kleiden, zu speisen und zu lieben wird gesondert geboten (Dtn 10,19). Die Ernteabgabe des Zehnten soll alle drei Jahre an die Fremden, die Witwen und Waisen im Land fließen (Dtn 14,28f).
Besonderes Augenmerk widmet die Tora Schutzrechten, die bedrohte Randgruppen vor völligem Ausgeliefertsein schützen sollen. Das Pfandrecht wird durch das Existenzminimum begrenzt, dazu wird das Pfänden des einzigen Mantels eines Obdachlosen verboten (Ex 22,25f ; Dtn 24,6.10–13 ). Auch das Verbot des Zinsnehmens (Ex 22,24 ; Dtn 23,20f ; Lev 25,35ff ) dient dem Schutz des Nächsten vor Verschuldung; ausgenommen werden in Dtn 23,21  nur ausländische Händler. Im Erlassjahr soll alle sieben Jahre jeder aus Notlagen heraus veräußerte Landbesitz wieder an den ursprünglichen Eigentümer zurückgegeben werden, damit jeder Israelit sein Auskommen hat (Lev 25 ; Dtn 15 ).

## Jüdische Auslegungen

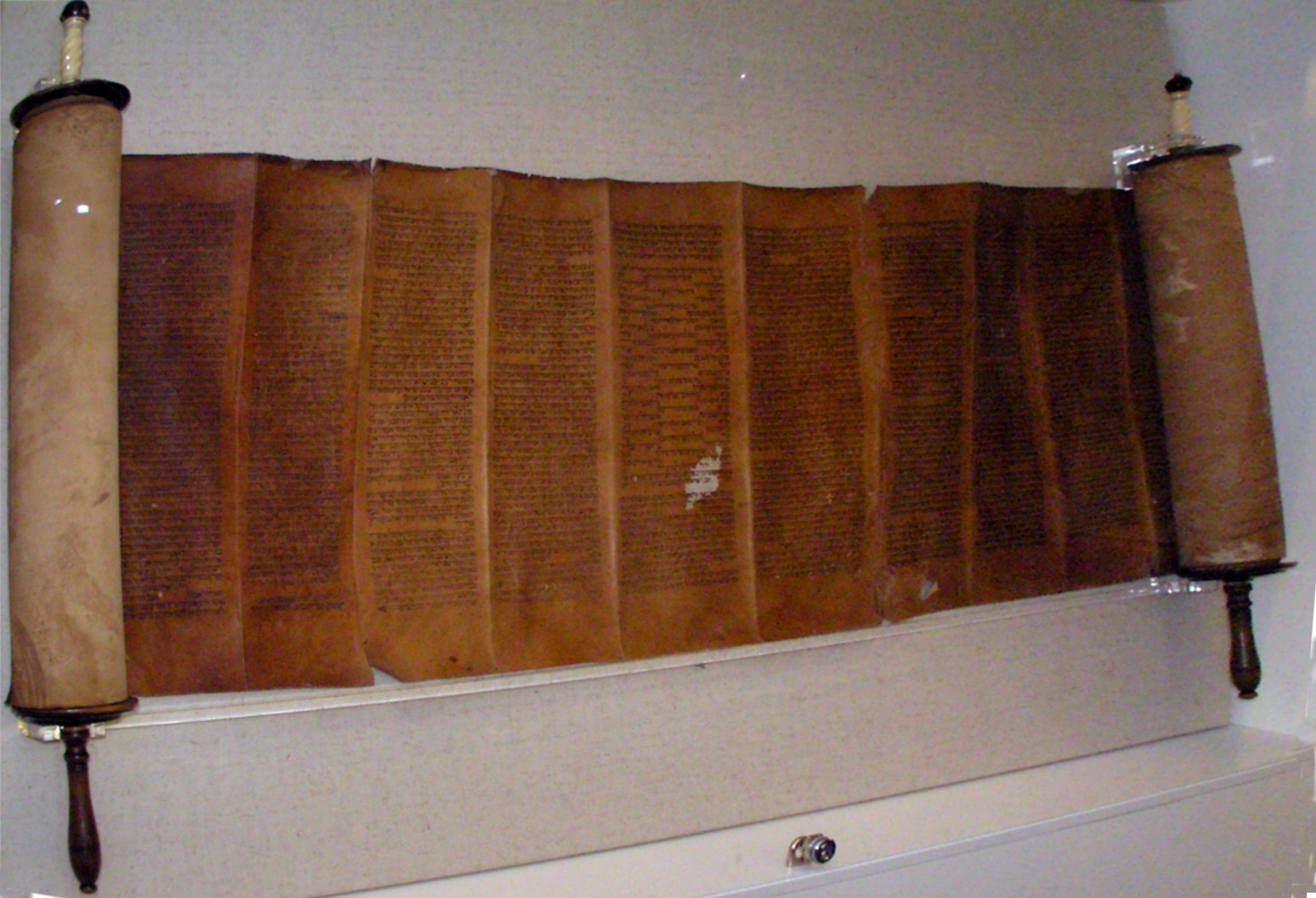
Tora (ca. 1830), Jüdisches Museum Westphalen in Dorsten

In den vorchristlichen jüdischen Schriften wurden die Toragebote bereits auf Gottes- und Nächstenliebe konzentriert. Die um 200 v. Chr. entstandenen Testamente der zwölf Patriarchen enthalten folgende Aussagen: „Liebet den Herrn in eurem ganzen Leben und einander mit wahrhaftigem Herzen.“ (TestDan 5,3) „… liebt den Herrn und den Nächsten, des Schwachen und Armen erbarmt euch.“ (TestIss 5,1f) „Den Herrn liebte ich und ebenso jeden Menschen mit aller meiner Kraft und von ganzem Herzen. Das tut auch ihr.“ (TestIss 7,6)
Die Rabbiner diskutierten den Geltungsbereich von Lev 19,18 um die Zeitenwende intensiv. Der ausgrenzenden Ansicht, der Nächste umfasse nur Mitjuden und Proselyten, stellten andere die Meinung gegenüber, auch Samaritaner gehörten zu den wahren Proselyten (Rabbi Akiba, bQuid 75b) oder Juden (Rabbi Gamaliel II., yKet 3,1; 27a). Ein wohl während der jüdischen Aufstände verfasster Traktat (ARN A 16) verwies auf Ps 139,21f . Danach habe König David gesagt: Die dich hassen, Herr, will ich hassen … als Feinde gelten sie mir. Daraus wurde gefolgert: Wenn er [der Fremde] wie dein Volk handelt, sollst du ihn lieben, wenn aber nicht, sollst du ihn nicht lieben. Dem widersprachen andere mit Verweis auf Lev 19,17, das Hass gegen den Bruder verbietet; damit sei potentiell jeder Mensch gemeint.
Mischna und Talmud sammelten diese Dispute der Schriftlehrer zur Gottes- und Nächstenliebe. Einer der bedeutendsten unter ihnen war Hillel, dessen Auslegungen der Talmud denen des Schriftgelehrten Schammai gegenüberstellt:

„Wiederum geschah es, dass einer aus den [heidnischen] Völkern vor Schammai kam und zu ihm sagte: Mache mich zum Proselyten unter der Bedingung, dass du mich die ganze Thora lehrst, während ich auf einem Bein stehe. Da jagte Schammai ihn mit dem Maurermeßbrett davon, das er gerade zur Hand hatte. Als er mit dem gleichen Anliegen zu Hillel kam, sagte dieser zu ihm: Was dir selbst zuwider ist, das tue deinem Nächsten nicht an. Das ist die Thora ganz und gar, alles andere ist ihre Auslegung. Geh und lerne das.“

Die hier negativ als Ausschluss von Gewalt und Missgunst formulierte Goldene Regel bezeichnete auch der kurz nach Hillel lehrende Akiba als Hauptregel der Tora. Er verstand Lev 19,18 als „großen umfassenden Grundsatz“, der die Auslegung der übrigen Gebote regieren sollte. Jochanan ben Sakkai sah nach der Tempelzerstörung in den „Liebeserweisen“ einen gültigen Ersatz für die Tempelopfer.
Für die meisten Rabbinen impliziert Nächstenliebe Liebe zum „Fremdling“ (Dtn 10,19) und zum Feind, also Langmut, Verzeihen und Vergeltung von Bösem mit Gutem. Die Liebe zum Mitmenschen ist in der jüdischen Tradition verbunden mit einem bleibenden Sinn für die Würde und den Wert jedes einzelnen Menschen als einer Person.
In der nachtalmudischen jüdischen Exegese wurde vor allem die Bedeutung des Satzteils „wie dich selbst“ diskutiert. So schrieb der in Aleppo lebende Rabbiner Samuel Laniado nach 1550 dazu:

„Erstens, wenn die Seelen so sind, wie sie sein sollten, so sind sie alle ein Teil Gottes. Und da die Seele eines Menschen und die Seele seines Nächsten beide auf dem gleichen Thron der Pracht geschnitzt wurden, darum ist das Gebot ‚du sollst deinen Nächsten lieben wie dich selbst’ wörtlich zu verstehen, denn der Nächste ist wie du. Und zweitens, wenn deine Liebe zu deinem Nächsten der Liebe zu dir selbst gleich ist, so erachte ich das als Liebe zu Mir, denn ich bin JHWH.“

Dieser Auffassung („Liebe deinen Nächsten, er ist wie du“) folgt auch die deutschjüdische Bibelübersetzung Die Schrift von Martin Buber und Franz Rosenzweig: „Heimzahle nicht und grolle nicht den Söhnen deines Volkes:/ liebe deinen Genossen/ dir gleich/ ICH.“ (ER RIEF 19:18)

## Neues Testament
Das Neue Testament setzt das Toragebot der Nächstenliebe als bekannt und gültig voraus. Jesus von Nazaret nahm am damaligen rabbinischen Auslegungsdisput um die Reichweite des Gebots teil. Neben den synoptischen Evangelien wird es auch in den Paulusbriefen, im Jakobusbrief und den Johannesbriefen öfter zitiert und kommentiert.

### Das Doppelgebot der Liebe

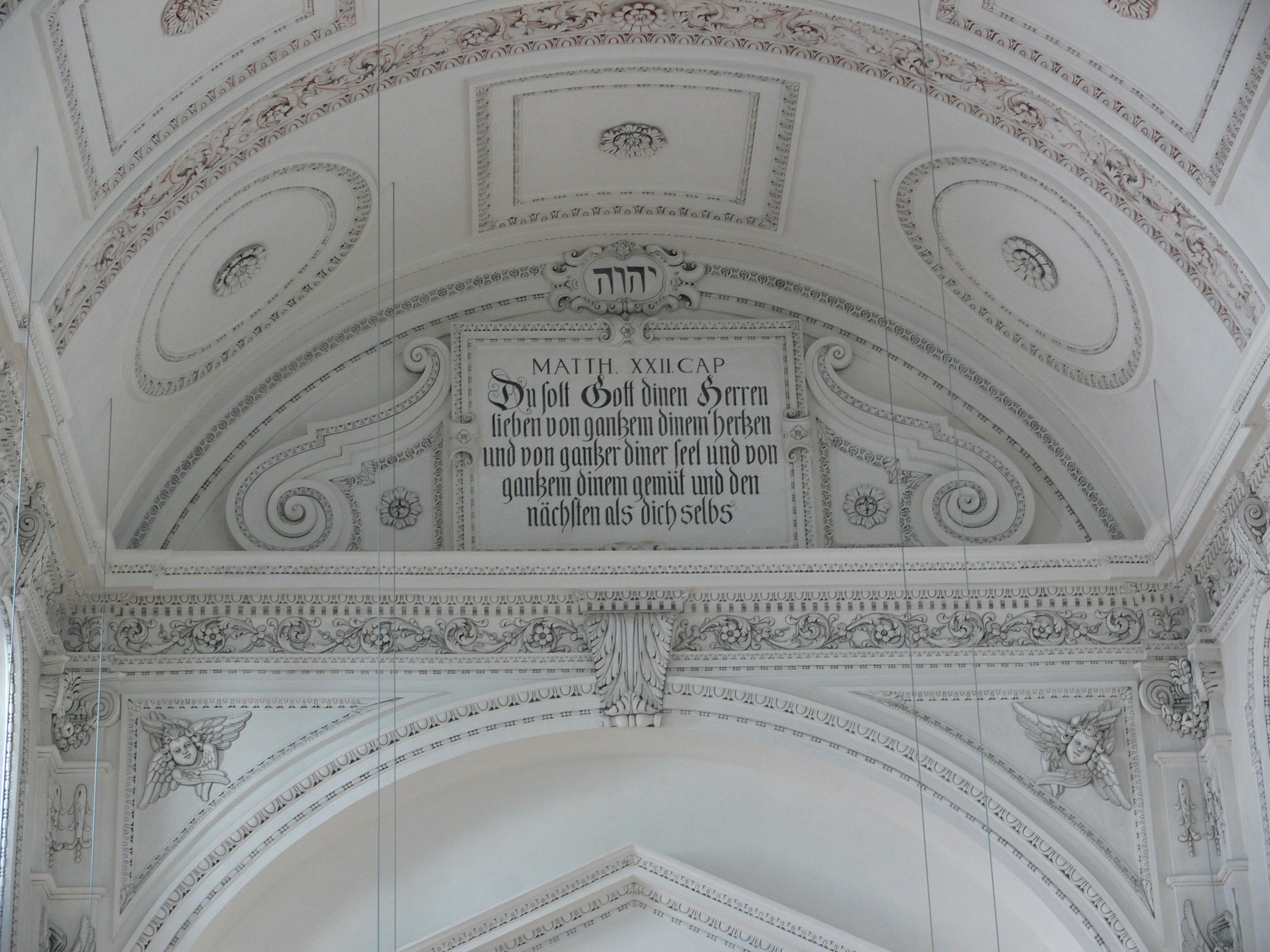
Doppelgebot der Gottes- und Nächstenliebe (Mt 22,37ff) als Inschrift in der reformierten Predigerkirche, Zürich

Auf die Frage eines Schriftgelehrten (grammatikos) in Jerusalem nach dem wichtigsten – ersten – Gebot, die damals im Judentum diskutiert wurde, antwortet Jesus (Mk 12,29 ff ):

„Das erste ist: Höre, Israel, der Herr, unser Gott, ist der einzige Herr. Darum sollst du den Herrn, deinen Gott, lieben mit ganzem Herzen und ganzer Seele, mit all deinen Gedanken und all deiner Kraft.
 Als zweites kommt hinzu: Du sollst deinen Nächsten lieben wie dich selbst. Kein anderes Gebot ist größer als diese beiden.“

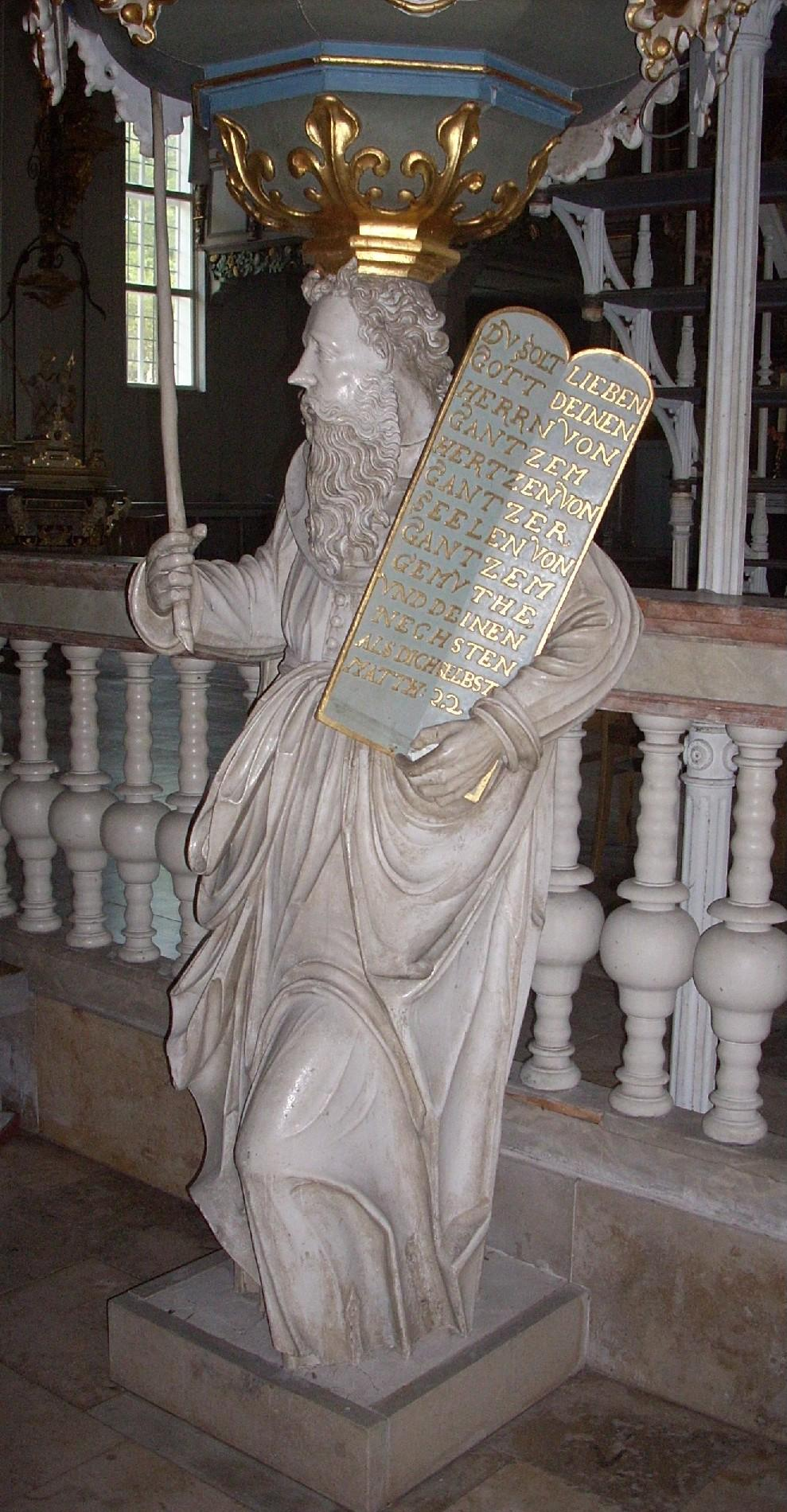
Moses mit (neutestamentlich revidierten) Gesetzestafeln, Mt 22,37ff. Evang. Marktkirche Clausthal.

Das erste Gebot wird hier nach Dtn 6,5  als Schma Jisrael (Höre Israel, dein Gott ist einer …) zitiert und über die Fragestellung hinaus mit dem Zitat von Lev 19,18 kombiniert. Damit begründete Jesus die im damaligen Judentum schon bekannte Konzentration aller Gebote auf die Gottes- und Nächstenliebe erstmals mit der direkten Gleichstellung dieser beiden Toragebote. Dem entspricht die Zustimmung des Schriftlehrers in Mk 12,32 ff :

„Da sagte der Schriftgelehrte zu ihm: Sehr gut, Meister! Ganz richtig hast du gesagt: Er allein ist der Herr, und es gibt keinen anderen außer ihm, und ihn mit ganzem Herzen, ganzem Verstand und ganzer Kraft zu lieben und den Nächsten zu lieben wie sich selbst, ist weit mehr als alle Brandopfer und anderen Opfer.“

Dieser Kommentar entspricht Jesu Auslegung des Gebots Du sollst nicht töten (Ex 20,13 ) nach Mt 5,21–26 : Dort wird das Opfern im Tempel ohne vorherige Versöhnung mit dem Bruder, also Gottesliebe ohne Nächstenliebe, zurückgewiesen.

„Jesus sah, dass er mit Verständnis geantwortet hatte, und sagte zu ihm: Du bist nicht fern vom Reich Gottes.“

Mit dieser Zusage wird gegen die sonstige Tendenz des Markusevangeliums, die Pharisäer als Jesu Gegner und Verfolger darzustellen, dessen grundsätzliche Übereinstimmung mit dieser Richtung des damaligen Judentums betont.
Dem folgen die synoptischen Varianten dieser Erzählung (Mt 22,34–40 ; Lk 10,25–28 ). Sie zitieren das Doppelgebot im gleichen situativen Rahmen als Antwort auf die Frage eines nomikos (Gesetzeslehrers) nach dem „größten“ Gebot (Matthäus) oder nach dem Erlangen des ewigen Lebens (Lukas). Für Matthäus fasst Jesu Antwort die ganze hebräische Bibel zusammen: In beiden [Geboten] hängen Gesetz und Propheten. Lukas zufolge stellt Jesus dem Frager die Gegenfrage: Was steht im Gesetz?, so dass das Doppelgebot nicht als besondere Lehre Jesu, sondern als bekannte Lehre der Pharisäer erscheint. Der Dialog wird mit der Anschlussfrage Wer ist mein Nächster? fortgesetzt.

### Feindesliebe
In der Bergpredigt (Mt 5–7) nimmt Jesus gegenüber dem Landvolk der von der römischen Besatzungsmacht bedrängten Armen, an das sich die Seligpreisungen richten, auch zum Gebot der Nächstenliebe Stellung und aktualisiert sie als Feindesliebe (Mt 5,43–48 ):

„Ihr habt gehört, dass gesagt worden ist: Du sollst deinen Nächsten lieben und deinen Feind hassen. Ich aber sage euch: Liebt eure Feinde und betet für die, die euch verfolgen, damit ihr Söhne eures Vaters im Himmel werdet; denn er lässt seine Sonne aufgehen über Bösen und Guten, und er lässt regnen über Gerechte und Ungerechte. Wenn ihr nämlich nur die liebt, die euch lieben, welchen Lohn könnt ihr dafür erwarten? Tun das nicht auch die Zöllner? Und wenn ihr nur eure Brüder grüßt, was tut ihr damit Besonderes? Tun das nicht auch die Heiden? Ihr sollt also vollkommen sein, wie es auch euer himmlischer Vater ist.“

Die Tora gebietet nirgends Feindeshass, fordert im Gegenteil zur Überwindung von Feindschaft und Rache, damit implizit zur Feindesliebe auf. Exegeten gehen davon aus, dass Jesus sich auf damalige Deutungen bezog, die Nächstenliebe auf Juden begrenzten und zum Widerstand gegen die fremden Besatzer aufriefen, wie es die Zeloten taten. Denn zuvor hatte Jesus in seiner Auslegung des Gebots Auge für Auge zum Verzicht auf Vergeltung gegenüber Unrechtstätern aufgerufen (Mt 5,38–42 ). Nächstenliebe verlangt demnach für ihn unbedingte Versöhnung gerade mit den gewalttätigen Unterdrückern der Juden und Nachfolger. Dies entsprach prophetischer Tradition seit Deuterojesaja.
Diese Tora-Auslegung deutet der jüdische Neutestamentler David Flusser als Ausdruck einer gesteigerten ethischen Sensibilität, die auch damalige jüdische Schriften zeigten.

### Der barmherzige Samariter

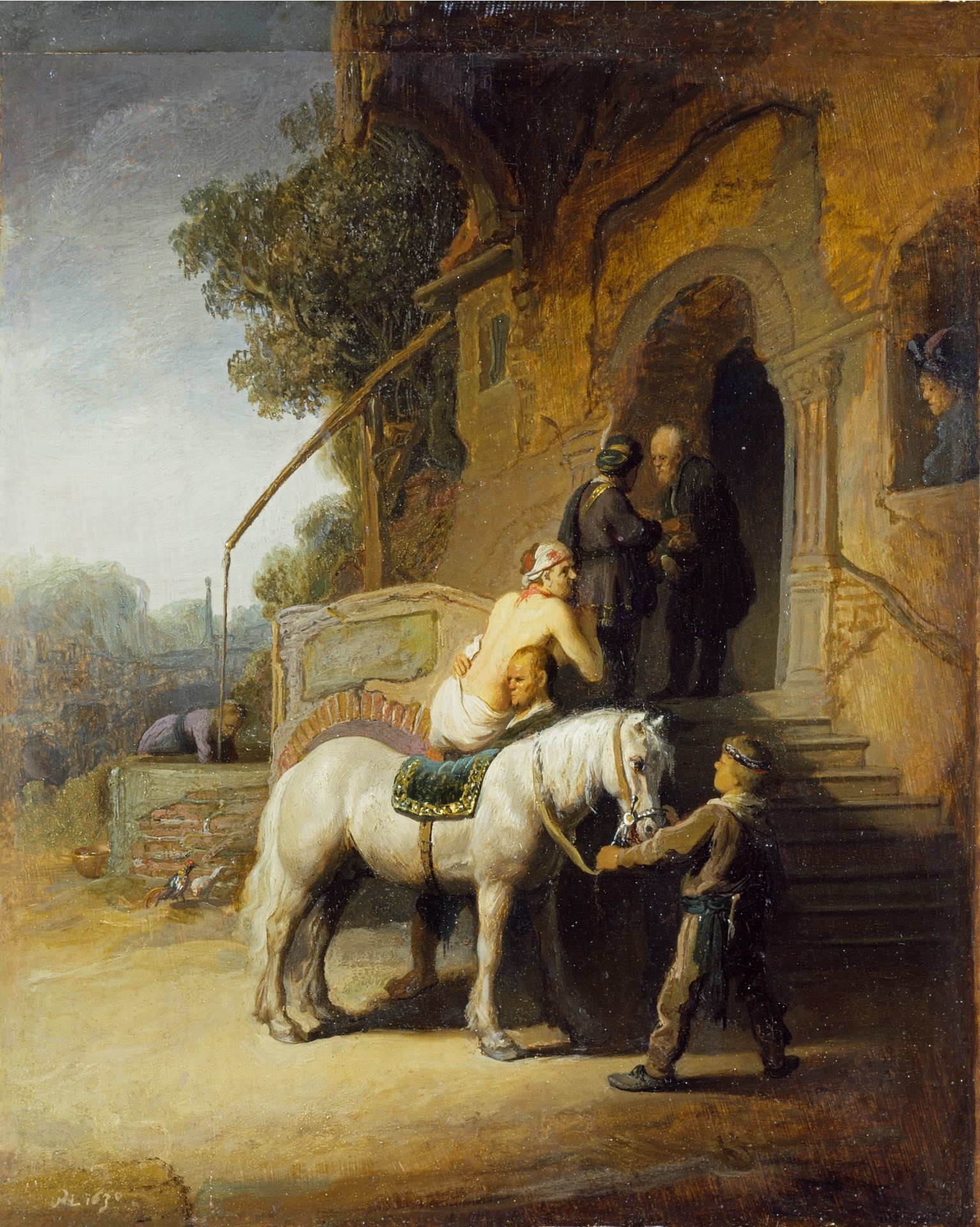
Rembrandt van Rijn:
Der barmherzige Samariter

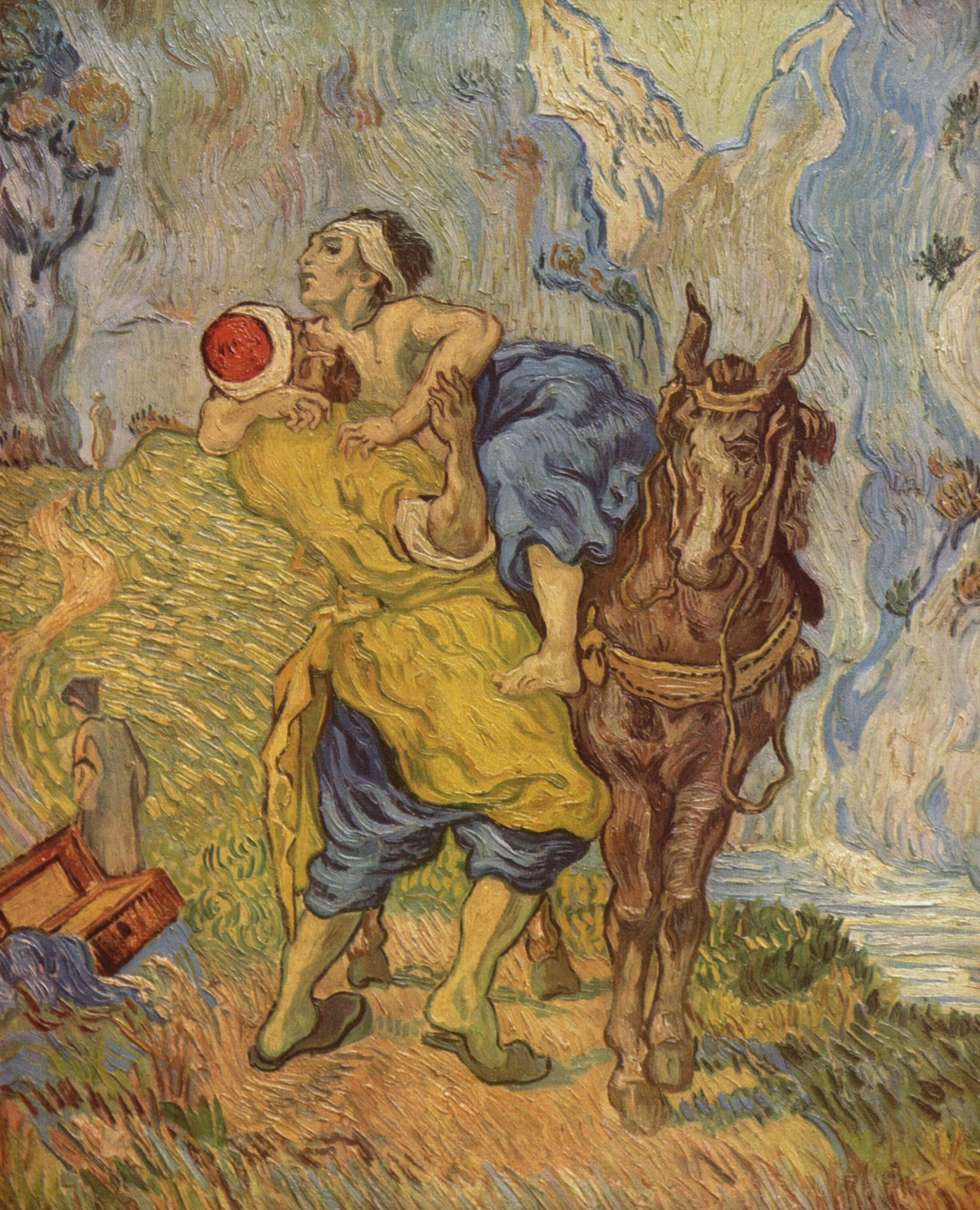
Vincent van Gogh: Der gute Samariter.

Im Lukasevangelium antwortet Jesus auf die Frage des Schriftgelehrten Wer ist denn mein Nächster? – eine Frage damaliger rabbinischer Exegese – mit einer Beispielerzählung (Lk 10,25–37 ). Sie schildert, wie drei Personen mit dem Opfer eines Raubüberfalls umgehen: Während ein Priester und ein Levit achtlos, ja sogar ausweichend vorbeigehen, versorgt zuletzt ein Samaritaner die Wunden des Beraubten, bringt ihn in eine Herberge und sorgt für seine weitere Pflege.
Deutlich ist Jesu Kritik an Vertretern des damaligen Tempelkults: Sie sahen die Samaritaner als keine vollgültigen Juden, da diese den Jerusalemer Tempelkult nicht anerkannten und die dortigen Opfer nicht vollzogen. Jesus stellt dem Hörer die Rückfrage:

„Was meinst du: Wer von diesen dreien hat sich als der Nächste dessen erwiesen, der von den Räubern überfallen wurde? Der Gesetzeslehrer antwortete: Der, der barmherzig an ihm gehandelt hat. Da sagte Jesus zu ihm: Dann geh und handle genauso!“

Jesus kehrt hier die Blickrichtung des Angeredeten um: Statt den Adressatenkreis der Nächstenliebe einzugrenzen mit der theoretischen Frage Wer gehört zu den Nächsten, auf die sich das Gebot erstreckt, wem also sollte ein Jude helfen?, stößt Jesus ihn auf das akute Notleiden vor seinen Augen: Für wen bin ich der Nächste, wer braucht mich jetzt, wem kann ich helfen? So lädt er ihn ein, aktuell das ihm Mögliche zu tun, das dem Handeln des Samaritaners gleicht.
Auch im zeitgenössischen Judentum waren Mitleid und eine „fundamentale menschliche Solidarität“ anerkannte Werte, so z. B. nach Flavius Josephus Ap 2,211f. Neu ist somit an der Erzählung, dass diese Solidarität mit dem Nächstenliebegebot in Verbindung gebracht wird.

### Hinwendung zu Armen, Kranken und Ausgegrenzten

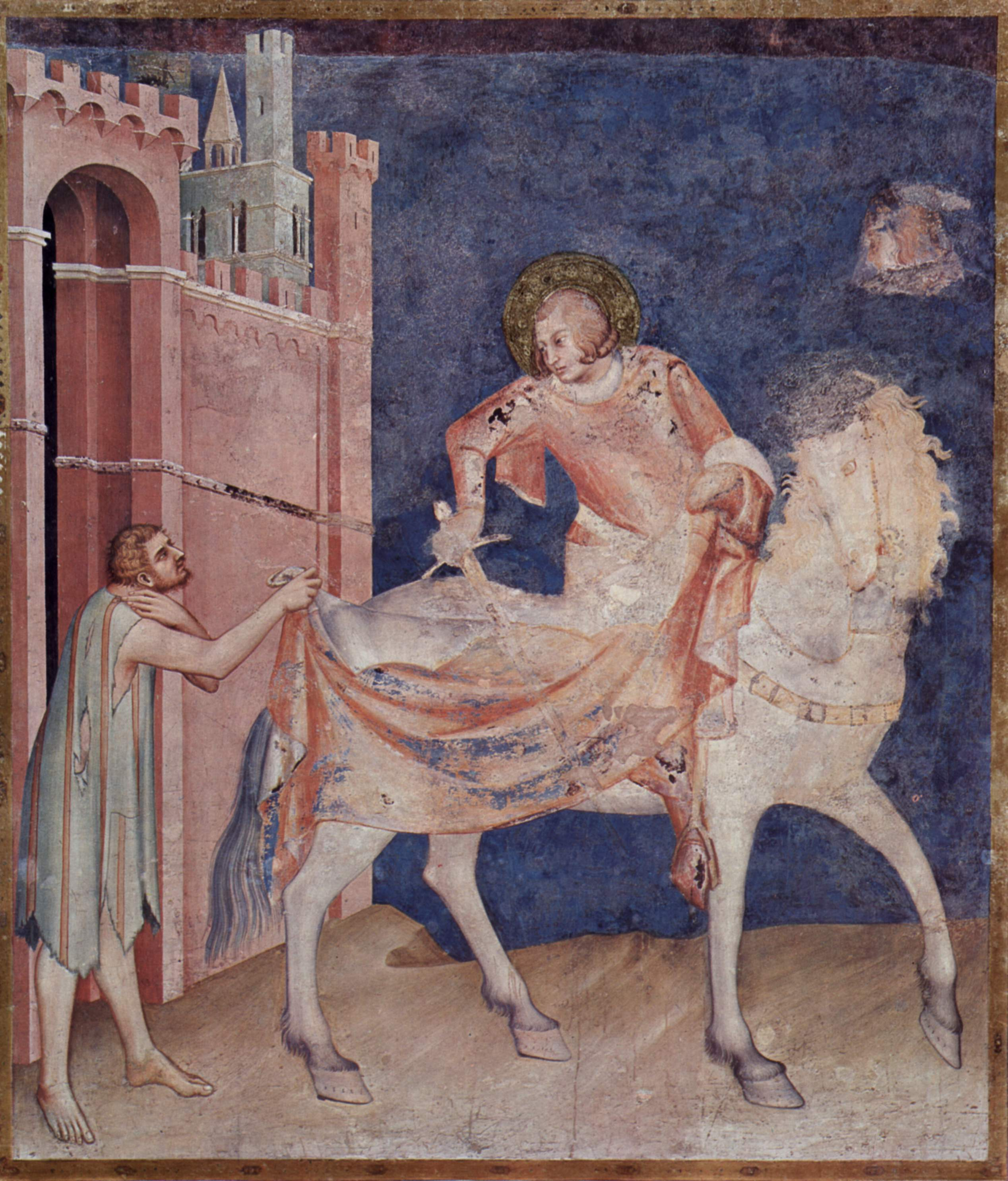
Martin von Tours teilt seinen Mantel

Jesu eigenes im Neuen Testament dargestelltes Verhalten veranschaulichte für die Urchristen, was Nächstenliebe in seinem Sinne bedeutet. Alle Evangelien heben seine demonstrative bedingungslose Zuwendung zu damals notleidenden, unterdrückten und ausgegrenzten Gruppen hervor.
Die „Armen“ aus der „Volksmenge“ (Mt 5,1 ) sind die ersten Adressaten des Wirkens Jesu. Sie werden oft mit damals unheilbar Kranken (Mk 1,32 ) aufgereiht: „Blinde, Lahme, Aussätzige, Taube, Tote, Arme“ oder „Arme, Krüppel, Blinde, Lahme“. Beide Gruppen waren nahezu identisch, da Armut, Krankheit und soziale Isolation sich häufig gegenseitig bedingten. Viele Züge der Heilungswunder Jesu zeigen diesen Zusammenhang. Besitzlose Arme hungerten, waren zum Betteln gezwungen und oft nur notdürftig bekleidet oder nackt. Hinzu kamen Gruppen, die wegen ihrer gewollten oder ungewollten Rechtsverstöße auch von Armen verachtet und gemieden wurden: „Zöllner und Sünder“ (Mk 2,15ff ; Mt 11,16–19 ; Lk 7,31–35 ; 18,11 ), „Prostituierte“ (Mt 21,31 ), die „Ehebrecherin“ (Joh 8,3–11 ).
Die Nähe, die Jesus gerade zu Angehörigen solcher Gruppen suchte und pflegte, sollte nicht nur ihre Isolation beenden (Mk 1,40–44 ), sondern auch ihr Verhalten gegenüber ihren Mitmenschen verändern. So gilt sein Gebot des Gewaltverzichts und der Feindesliebe gerade den Juden, die von „Heiden“ akut bedroht, verfolgt und von nach deren Art lebenden „Zöllnern“ beraubt wurden (Mt 5,38–48 ), während er reiche Grundbesitzer zur Besitzaufgabe zugunsten der Armen einlud und verpflichtete (Mk 10,17ff ). Die matthäische Textversion zitiert das Gebot der Nächstenliebe abschließend als positives Gegenstück zu den Verboten des Dekalogs (Mt 19,19 ). Lk 19,8  stellt heraus, dass der reiche Zöllner Zachäus aufgrund Jesu Zuwendung sein Raubgut vierfach erstatten und zudem sein halbes Vermögen den Armen schenken wollte, während der reiche Mann in Lk 18,18ff  eben dazu nicht fähig war. Die Begründung für die Verhaltensänderung liegt für Lk 7,41ff  im Empfang der Vergebung Jesu.

### Christi Selbsthingabe als Begründung der Nächstenliebe
Mt 25,40  deutet die Werke der Barmherzigkeit christologisch:

„Was ihr für einen meiner geringsten Brüder getan habt, das habt ihr mir getan.“

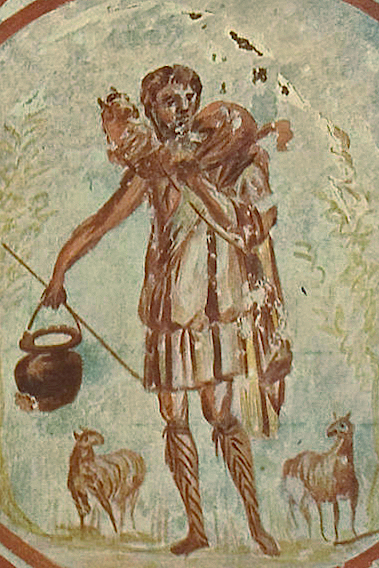
Jesus als guter Hirte, 3. Jahrh.

Jesus ist demnach in den Armen jeder Zeit gegenwärtig, so dass Nächstenliebe für diese zugleich Gottesliebe ist. An diesem Maßstab würden alle Menschen, Christen wie Nichtchristen, zuletzt im Endgericht gemessen werden. Nicht das richtige Glaubensbekenntnis, sondern das Tun des Willens Gottes – eins der häufigsten Verben im Munde Jesu – sei zuletzt entscheidend (Mt 7,21 ).
Jesus selbst erfüllte nach dem NT diesen Willen Gottes ganz, indem er zuletzt sein eigenes Leben zur Rettung „der Vielen“ aus dem erwarteten Endgericht hingab (Mk 10,45 ; 14,24 ). Diese Hingabe fasst Jesu Sendung zusammen (Lk 22,27 ):

„Ich bin unter Euch wie ein Diener.“

Der Philipperhymnus beschreibt den Dienst Jesu Christi als Machtverzicht des Sohnes Gottes und Selbsterniedrigung in den Kreuzestod zugunsten der Menschlichkeit aller Menschen, damit diese den wahren menschgewordenen Gott erkennen und wie er handeln können (Phil 2,5–11 ).

### Gemeindebriefe
Die Gemeindebriefe fordern immer wieder jeden Christen auf, sich mit all seinen Fähigkeiten und besonderen Gaben für Andere einzusetzen: „Dient einander, ein jeder mit der Gabe, die er empfangen hat …“ (1 Petr 4,10 ; vgl. Röm 12,3–8 ) Dies gilt jedoch – entsprechend der Sendung Jesu – weit über den Bereich der christlichen Gemeinde hinaus: „Soviel an euch liegt, so haltet mit allen Menschen Frieden!“ (Röm 12,18 ) „Lass dich nicht vom Bösen überwinden, sondern überwinde das Böse mit Gutem.“ (Röm 12,21 ) „Die Liebe tut dem Nächsten nichts Böses. So ist die Liebe des Gesetzes Erfüllung.“ (Röm 13,10 ) Hier wie auch in Gal 5,14  zitiert Paulus das Gebot der Nächstenliebe ohne das erste Gebot, aber wie Jesus als konkretes Handeln an Notleidenden, das alle sonstigen Gebote der Tora erfüllt und Feindesliebe gegenüber gewalttätigen Verfolgern einschließt.
Für den Jakobusbrief ist Lev 19,18 das „königliche Gesetz“, das die Christen gemäß der Schrift ohne „Ansehen der Person“ erfüllen sollen. Nächstenliebe erfüllt hier nicht die übrigen Gebote, sondern mit ihr soll deren Erfüllung beginnen (Jak 2,8 ff ).
Im Johannesevangelium gibt der Abschied nehmende Sohn Gottes seinen Jüngern ein „neues Gebot“: einander zu lieben, wie Gott sie durch Jesus geliebt habe (Joh 13,34  u. a.). Durch diese gegenseitige Liebe der Christen sollen alle Menschen Gott in Christus erkennen (13,35 ). Dem folgend betont der 1. Brief des Johannes die Bruderliebe, die jeden Hass ausschließe; wer seinen Bruder hasse und dem Notleidenden nicht mit all seinem Vermögen, ja seinem Leben helfe, beweise damit, dass er auch Gott nicht lieben könne.
Im Ersten Korintherbrief beschreibt Paulus das Wesen und die Wirkung der Liebe (agape), die hier in einer Trias neben Glaube und Hoffnung gerühmt wird; siehe christliche Tugenden. Dieser berühmte Hymnus bezieht sich in erster Linie auf die Liebe, die für Paulus als Wesen Gottes in Jesus Christus letztgültig offenbar geworden ist. Ihr entsprechen auf menschlicher Seite die Nächstenliebe, die Bruderliebe und die gegenseitige Liebe zwischen Mann und Frau.

„Wenn ich mit Menschen-, ja mit Engelszungen redete und hätte aber die Liebe nicht, so wäre ich ein tönendes Erz oder eine klingende Schelle … Und wenn ich all meine Habe den Armen gäbe und für Christus durchs Feuer ginge und hätte aber die Liebe nicht, es nützte mir nichts. Die Liebe ist langmütig und freundlich, sie kennt keine Eifersucht, sie prahlt nicht, sie bläht sich nicht auf, sie handelt nicht taktlos, sie sucht nicht den eigenen Vorteil, sie wird nicht bitter durch schlechte Erfahrung, sie rechnet das Böse nicht zu. Sie freut sich nicht über das Unrecht, vielmehr freut sie sich über die Wahrheit. Sie erträgt alles, sie glaubt alles, sie hofft alles, sie duldet alles. Die Liebe hört niemals auf … Nun aber bleiben Glaube, Hoffnung, Liebe, diese drei; aber die Liebe ist die größte unter ihnen.“

## Christliche Auslegungen

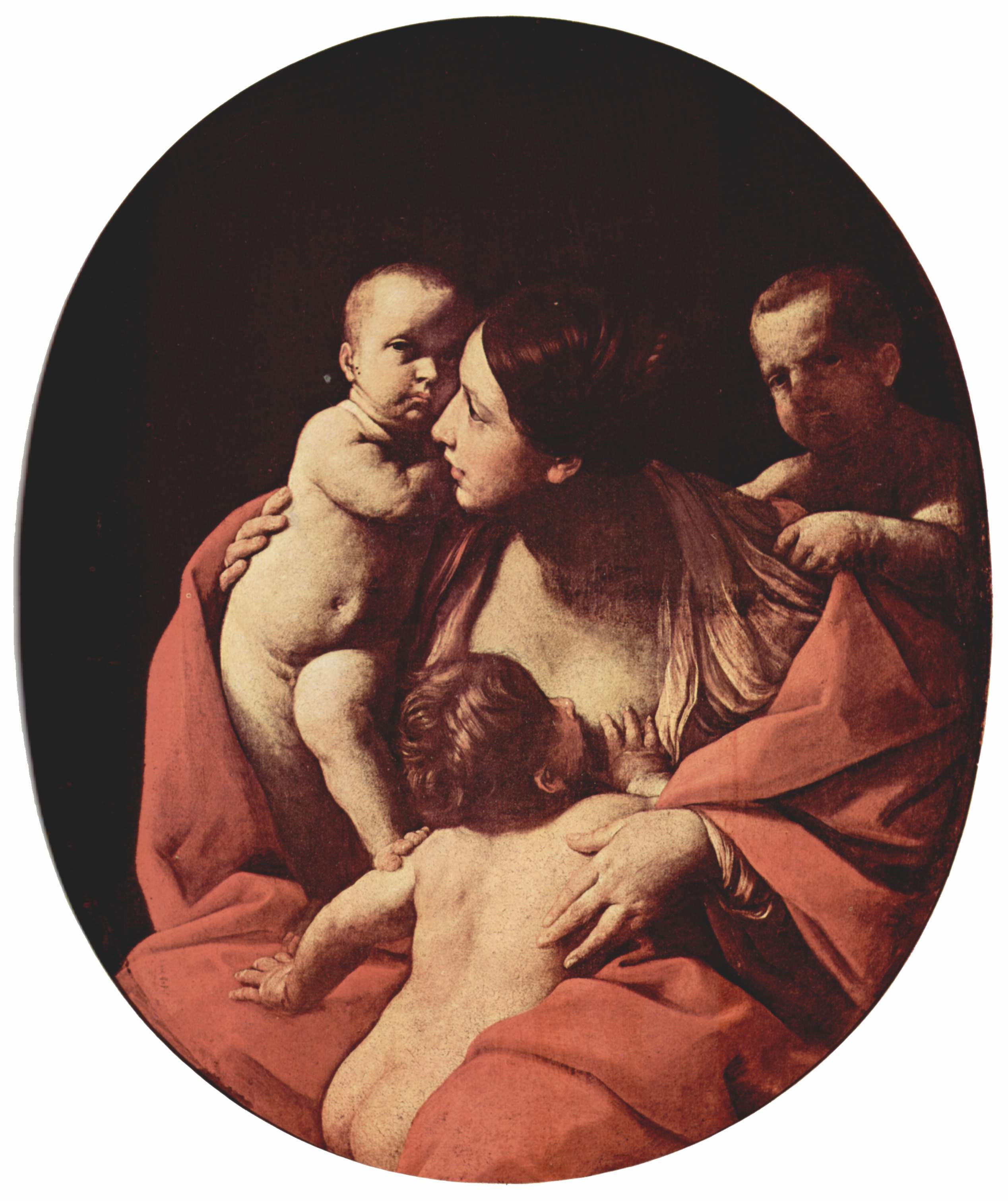
Guido Reni: Caritas, die tätige Nächstenliebe

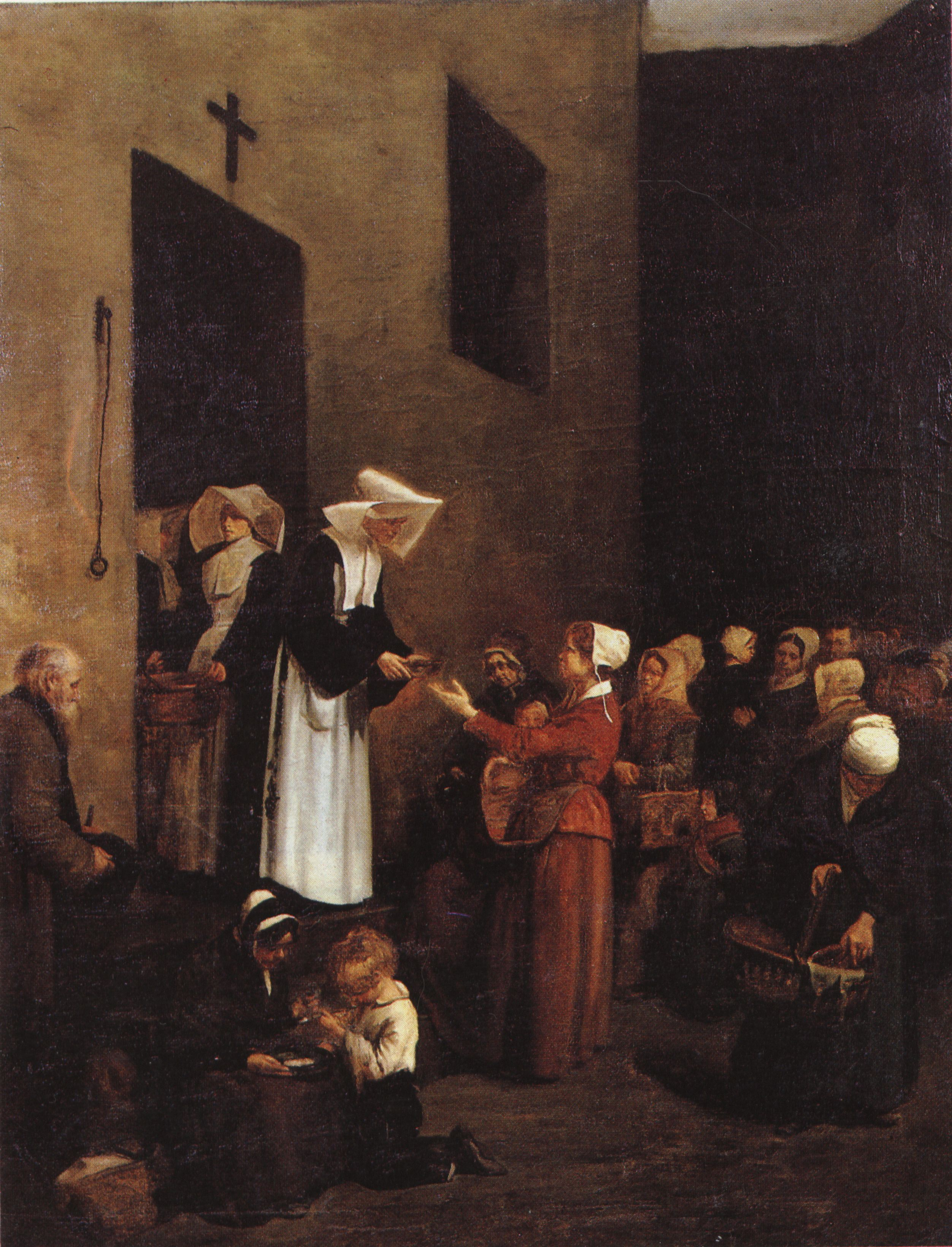
Die Nächstenliebe, Gemälde von François Bonvin (1851).

### Alles Tun soll der Liebe entspringen
Augustinus von Hippo (354–430) forderte mit seinem häufig zitierten Satz „dilige, et quod vis fac“ dazu auf, jedes Handeln aus der Liebe heraus zu begründen:

„Liebe und tu, was du willst. Schweigst du, so schweige aus Liebe. Redest du, so rede aus Liebe. Kritisierst du, so kritisiere aus Liebe. Verzeihst du, so verzeih in Liebe. Lass all dein Handeln in der Liebe wurzeln, denn aus dieser Wurzel erwächst nur Gutes.“

Die wahre Liebe ist für Augustinus die Liebe zu Gott, die Liebe zum Nächsten (caritas). Diese Liebe soll angefacht werden. Die Liebe zur Welt und zur Zeitlichkeit nennt er Begierde (cupiditas). Die Begierde, die das Geliebte zu besitzen trachtet, soll gezügelt werden. Menschen sollen nicht so geliebt werden wie eine gute Mahlzeit, die aufgezehrt wird. Die persönliche Liebe sei vielmehr eine Freundschaft des reinen Wohlwollens. Bei der Feindesliebe soll man nach Augustinus auf das Gute schauen, das in der Natur des Feindes liegt, und noch mehr auf das Bessere, das der Feind noch werden kann. Man liebe in ihm nicht, was er ist, sondern was man wolle, dass er sei. Lieben bedeutet für Augustinus, sich Gott zu nähern und in Gott einzugehen. Augustinus betont die Einheit des Doppelgebotes der Gottes- und Nächstenliebe. Beide Weisen der Liebe entspringen derselben Quelle. Weil Gott Liebe ist, ist die Liebe, die der Mensch ihm entgegenbringt, in seine Liebe zum Nächsten eingeschlossen: „Liebt, wer den Bruder liebt, auch Gott? Notwendigerweise liebt er die Liebe selbst. Kann man etwa den Bruder lieben, ohne die Liebe zu lieben? […] Im Lieben der Liebe liebt man Gott.“

### Fröhlichkeit in der Nächstenliebe
Martin Luther (1483–1546) betonte die Bedeutung der Fröhlichkeit:

„Siehe, also fließt aus dem Glauben die Liebe und Lust zu Gott und aus der Liebe ein freies, williges, fröhliches Leben, dem Nächsten umsonst zu dienen. Denn gleichwie unser Nächster Not leidet und unsers Übrigen bedarf, also haben wir vor Gott Not gelitten und seiner Gnaden bedurft. Darum, wie uns Gott durch Christum umsonst geholfen hat, also sollen wir durch den Leib und seine Werke nichts anderes tun als dem Nächsten helfen.“

### Die gleiche Liebe gilt Gott und dem Nächsten
In seinem Traktat über die Gottesliebe erklärte Franz von Sales (1567–1622):

„So gilt die gleiche Liebe Gott und unserem Nächsten; durch sie werden wir zur Vereinigung mit der Gottheit emporgehoben und steigen zum Menschen herab, um in Gemeinschaft mit ihm zu leben. So jedenfalls lieben wir den Nächsten als Bild und Gleichnis Gottes, geschaffen, um mit der Güte Gottes verbunden zu sein, an seiner Gnade teilzunehmen und sich seiner Herrlichkeit zu erfreuen. Den Nächsten lieben heißt Gott lieben im Menschen oder den Menschen in Gott; es heißt Gott um seiner selbst willen lieben und das Geschöpf um der Liebe Gottes willen.“

### Den Nächsten von Gott her lieben
Eine moderne Auslegung ist die Enzyklika Deus caritas est (2005) von Papst Benedikt XVI. Darin führt er aus:

„[Nächstenliebe] besteht ja darin, daß ich auch den Mitmenschen, den ich zunächst gar nicht mag oder nicht einmal kenne, von Gott her liebe. Das ist nur möglich aus der inneren Begegnung mit Gott heraus, die Willensgemeinschaft geworden ist und bis ins Gefühl hineinreicht. Dann lerne ich, diesen anderen nicht mehr bloß mit meinen Augen und Gefühlen anzusehen, sondern aus der Perspektive Jesu Christi heraus. Sein Freund ist mein Freund. Ich sehe durch das Äußere hindurch sein inneres Warten auf einen Gestus der Liebe — auf Zuwendung, die ich nicht nur über die dafür zuständigen Organisationen umleite und vielleicht als politische Notwendigkeit bejahe. Ich sehe mit Christus und kann dem anderen mehr geben als die äußerlich notwendigen Dinge: den Blick der Liebe, den er braucht … Hier zeigt sich die notwendige Wechselwirkung zwischen Gottes- und Nächstenliebe, von der der Erste Johannesbrief so eindringlich spricht. Wenn die Berührung mit Gott in meinem Leben ganz fehlt, dann kann ich im anderen immer nur den anderen sehen und kann das göttliche Bild in ihm nicht erkennen. Wenn ich aber die Zuwendung zum Nächsten aus meinem Leben ganz weglasse und nur ,fromm’ sein möchte, nur meine ,religiösen Pflichten’ tun, dann verdorrt auch die Gottesbeziehung. Dann ist sie nur noch ,korrekt’, aber ohne Liebe. Nur meine Bereitschaft, auf den Nächsten zuzugehen, ihm Liebe zu erweisen, macht mich auch fühlsam Gott gegenüber. Nur der Dienst am Nächsten öffnet mir die Augen dafür, was Gott für mich tut und wie er mich liebt … Gottes- und Nächstenliebe sind untrennbar: Es ist nur ein Gebot. Beides aber lebt von der uns zuvorkommenden Liebe Gottes, der uns zuerst geliebt hat. So ist es nicht mehr ,Gebot’ von außen her, das uns Unmögliches vorschreibt, sondern geschenkte Erfahrung der Liebe von innen her, die ihrem Wesen nach sich weiter mitteilen muß. Liebe wächst durch Liebe. Sie ist ,göttlich’, weil sie von Gott kommt und uns mit Gott eint, uns in diesem Einungsprozeß zu einem Wir macht, das unsere Trennungen überwindet und uns eins werden läßt, so daß am Ende ,Gott alles in allem’ ist (vgl. 1 Kor 15,28 ).“

### Sich in den Nächsten hineinversetzen
Häufig wird der Satzbestandteil des Gebots wie dich selbst so aufgefasst, dass die Eigenliebe der Maßstab der Liebe zum Nächsten sein solle. Dazu schreibt etwa der katholische Theologe Peter Knauer:

„Selbst die Goldene Regel bzw. die Forderung, den Nächsten wie sich selbst zu lieben, wird häufig im Zug des Gedankens der Selbstverwirklichung so interpretiert, dass das Maß der Eigenliebe zum Maß der Nächstenliebe werden solle. Aber ist es überhaupt möglich, sich selber Geborgenheit zu schenken? Und soll man etwa das, was man sich selber wünscht, anderen aufnötigen? Zwangsbeglückung kann die schlimmste Form von Unglück sein. In Wirklichkeit geht es in der Forderung, den Nächsten wie sich selbst zu lieben, anstelle von Selbstliebe um die Fähigkeit, sich selber in die Situation anderer hineinzuversetzen und dann in deren wirklichem Interesse zu handeln. Dabei genügt es nicht, vermeintlich im Interesse der anderen zu handeln; man muss alles tun, um sich vor solcher Selbsttäuschung zu schützen. Natürlich kann es auch nicht darum gehen, anderen unter Vernachlässigung der eigenen Person zu helfen und dadurch letztlich auch die Hilfe selbst zu untergraben.“

### Barmherzigkeit als Aufgabe
Die praktische Umsetzung der Nächstenliebe ist Barmherzigkeit. Im Zusammenspiel mit Feier (Liturgia) und Verkündigung bzw. Zeugnis (Martyria) ist die tätige Nächstenliebe (griech.: Diakonia, lat.: Caritas) einer der drei Grundvollzüge christlicher Gemeinde.
Nach christlichem Verständnis wird jemand, der Gottes Liebe und Zuwendung erfahren hat, diese nicht für sich behalten, sondern er wird sie an andere Menschen weitergeben. Jesus von Nazaret gilt den Christen dabei als höchstes Vorbild. Nächstenliebe ist in der praktischen Umsetzung der totale persönliche Einsatz für das Wohl des Anderen. Menschen, die in Not geraten sind, brauchen Hilfe. Dass man die Schwachen zu Grunde gehen lässt, wie dies der Sozialdarwinismus lehrt, ist mit dem Gebot der Nächstenliebe nicht vereinbar.
Tätige Nächstenliebe ist ein Dienst an den eigenen Mitmenschen (Lk 22,27 ). Jeder wird aufgefordert, sich nach seinen eigenen Fähigkeiten und Talenten einzusetzen (1 Petr 4,10 ). Es geht darum, uneigennützig für den anderen da zu sein. Die jeweilige Notlage gebietet, was zu tun ist: Armen-, Kranken- und Altenpflege, Lebenshilfe-, Erziehungs-, Ehe- und Suchtberatung, Gefängnis-, Krankenhaus- und Telefonseelsorge, die Behebung der sozialen Isolierung und Vereinsamung besonders in den Großstädten, die Integration von Menschen ohne ausreichende Sprachkenntnisse. Um diese Aufgaben zu erfüllen, wurden beispielsweise die Caritas und das Diakonische Werk gegründet.

## Andere Weltreligionen

### Islam
Zwar zitiert der Koran das Gebot der Nächsten- und Feindesliebe – anders als andere Toragebote – nicht wörtlich. Doch von Mohammed sind die Sätze überliefert:
„Niemand von Euch hat den Glauben erlangt, solange er nicht für seine Brüder liebt, was er für sich selbst liebt.“
„Keiner von Euch hat den Glauben erlangt, solange ihr für euren Nachbarn nicht liebt, was ihr für euch selbst liebt.“
Demgemäß ist soziale Wohltätigkeit (Zakat) eine der fünf Säulen des Islam neben dem Glaubensbekenntnis, Gebet, Fasten und der Pilgerfahrt nach Mekka. Ausgangspunkt dafür ist Gottes Gerechtigkeit gegenüber allen Geschöpfen, die den Muslim zu ebensolchem Verhalten verpflichtet. Daher erhält das an sich freiwillige Spenden von Almosen im Koran den Charakter einer festgelegten regelmäßigen Besteuerung des Eigentums, auf deren Erhalt Bedürftige einen Rechtsanspruch haben (Sure 24,56):

„Und verrichtet das Gebet und entrichtet die Abgabe, und gehorchet dem Gesandten, auf dass ihr Erbarmen findet.“

Auch deren Adressatenkreis wird festgelegt (Sure 9,60):

„Die Almosen sind bestimmt für die Armen,
die Notleidenden,
die, die damit befasst sind [d. h. soziale Dienste leisten],
die, deren Herzen vertraut gemacht werden (sollen) [d. h. um sie für den Übertritt zum Islam zu gewinnen],
für den Loskauf von Sklaven,
die Verschuldeten,
für den Einsatz auf dem Weg Gottes
und für den Reisenden [u. a. mittellose Pilgerfahrer].“

Welcher Besitz wie hoch besteuert werden soll, lässt der Koran offen. In der Sunna und der Scharia wurden daher teilweise komplizierte Regelungen für verschiedene Berufs- und Einkommensgruppen getroffen. Als Begründungen für dieses den Bedürftigen zugewandte Handeln nennt der Koran: Dank für die Güte des Schöpfers, die den Ernst des eigenen Glaubens an ihn ausdrückt (Sure 73,20);
sichtbare Reue für Versäumnisse und Bitte um Vergebung dafür;
Achtung für die muslimische Solidargemeinschaft (Umma), zu der möglichst alle Menschen gehören sollen und können;
Ausgleich zwischen Vermögenden und Besitzlosen, um soziale Gegensätze zu verringern;
Gottes Recht auf seine Schöpfung, dem die gerechte Verteilung der lebensnotwendigen Güter entspricht;
Nach der Erfüllung der von Gott gegebenen Gesetze wird jeder Einzelne im Endgericht beurteilt. Mitmenschlichkeit kann als gottgefälliges Werk angerechnet und mit Gottes Barmherzigkeit erwidert werden.

### Buddhismus

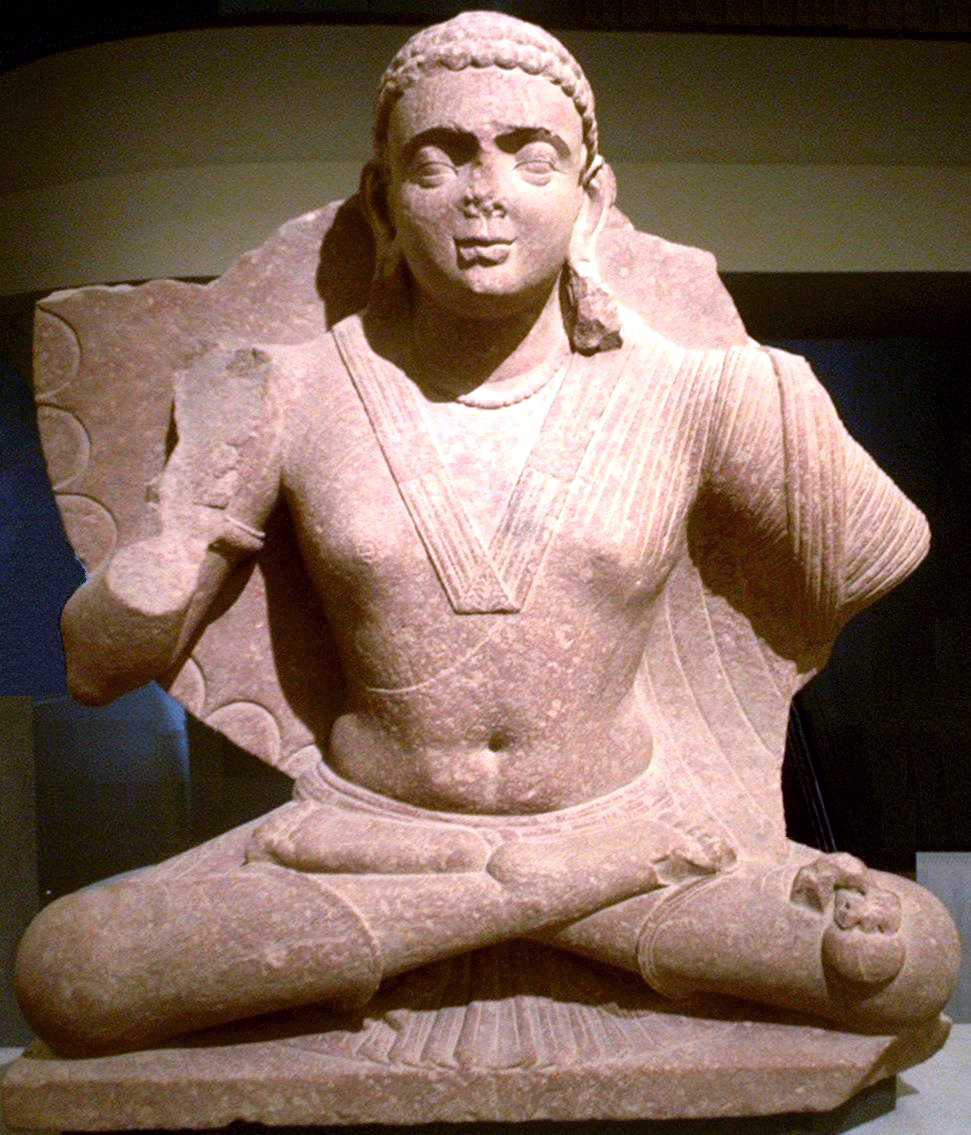
Bodhisattva Maitreya
verkörpert die allumfassende Liebe

Im Buddhismus (ab 5. Jahrhundert v. Chr.) hat Karuna als tätiges Mitgefühl und Erbarmen eine ähnlich hohe Bedeutung, ohne jedoch an ein Gottesgebot anzuknüpfen. Der Begriff umfasst alle Handlungen, die helfen, das Leiden anderer zu verringern. Karuna gründet auf der Erfahrung der Einheit alles Seienden in der Erleuchtung und erstreckt sich unterschiedslos auf alle Lebewesen.
In dem Sutta 27 des Itivuttaka findet sich eine Lehrrede des Buddha über die Liebe:

„Wer Liebe entstehen läßt, unermessliche, mit Bedacht – dünn werden die Bande ihm, der das Versiegen des Anhaftens schaut. Nur einem Lebewesen mit einer arglosen Gesinnung Liebe erweisend, wird er dadurch tugendhaft. Mit allen Wesen im Geist mitleidig, erwirkt der Edle reiches Verdienst … Wer nicht tötet, nicht töten lässt, nicht unterdrückt, nicht unterdrücken lässt, Liebe erzeigt allen Wesen, Feindschaft droht ihm von niemandem.“

Der japanische Gelehrte Daisetz T. Suzuki erklärte das buddhistische Ideal des Bodhisattva:

„… der Bodhisattva (ermüdet) nie in seinem Bestreben, allen Wesen durch sein aufopferungsvolles Leben in jeder Weise Gutes zu tun … Kann er sein Werk nicht in einem oder mehreren Leben vollenden, so ist er bereit, unzählige Male, bis ans Ende aller Zeit, wiedergeboren zu werden. Sein Handeln ist nicht auf diese Welt beschränkt; der Kosmos ist von unzähligen Welten erfüllt, und überall manifestiert er sich, bis jedes Wesen von Verblendung und Ichsucht befreit ist.“

## Verhaltensbiologie

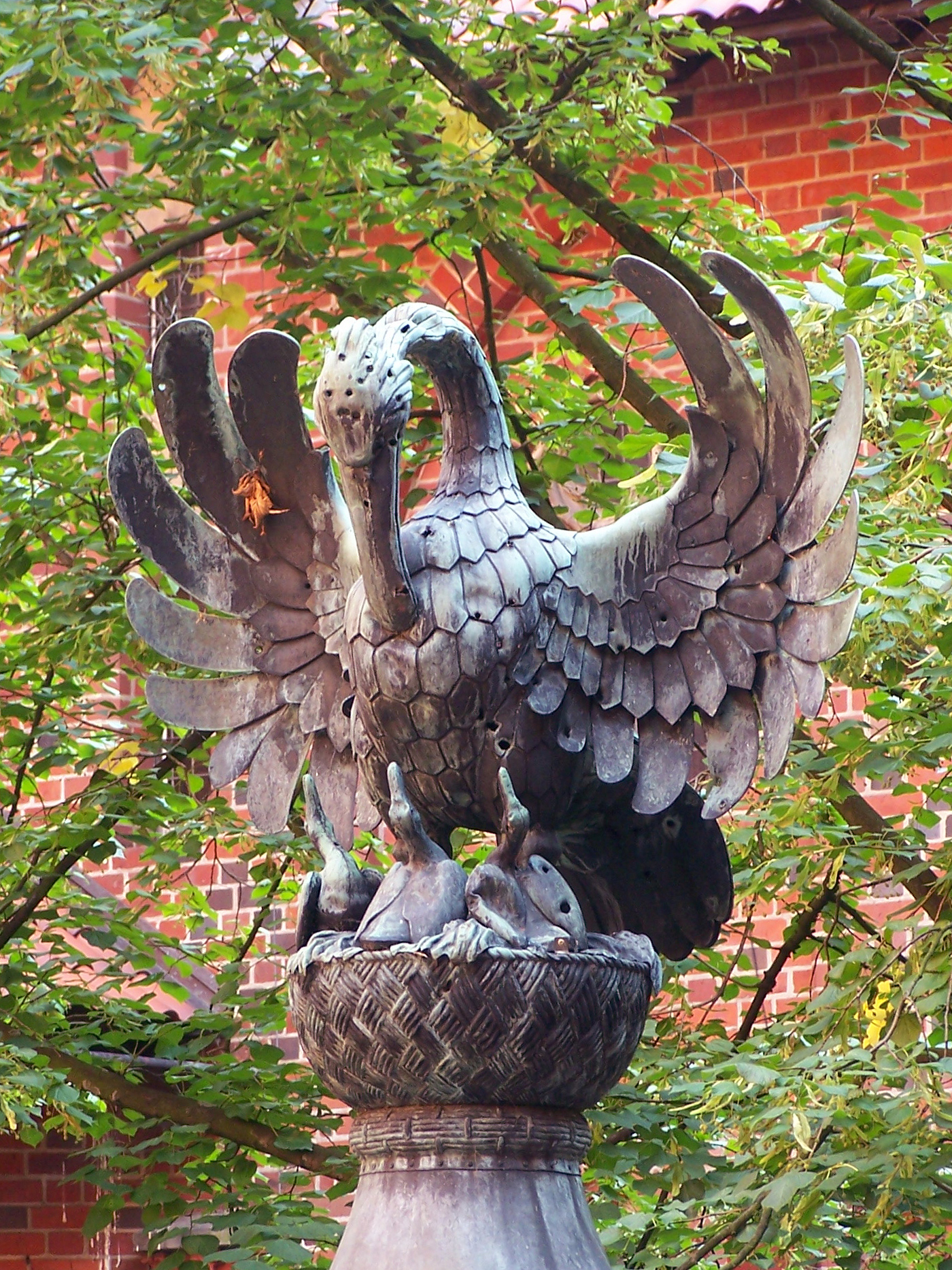
Pelikan reißt sich die Brust auf: Symbol der Nächstenliebe

Verhaltensbiologisch werden Liebe und Mildtätigkeit in das prosoziale System eingeordnet, dem das agonistische System mit Werten wie Heldentum und Gehorsam gegenübergestellt wird. Auch bei Tieren wird ein moralanaloges Verhalten beobachtet, etwa bei Affen, Nilpferden und Ratten. Gerade kritische Bereiche im Sozialleben werden durch stammesgeschichtliche Anpassung abgesichert. Irenäus Eibl-Eibesfeldt erklärt dazu:

„Manche opfern sich zum Beispiel für ihre Jungen auf, stehen bedrohten Artgenossen bei, respektieren Partnerbeziehungen und schonen in bestimmten Situationen Artgenossen, die sich ihnen im Verlauf eines Kampfes durch Demutsverhalten unterwerfen. […] Die Entscheidung kann in Übereinstimmung mit den biologischen Normen erfolgen, sich aber auch gegen unsere Triebnatur richten […]. Rationalität erfordert einen affektentlasteten ‚klaren Kopf‘.“

Die Liebe habe sich aus der Brutpflege entwickelt, die auf alle Gruppenmitglieder übertragen worden sei:

„[Sie] lieferte die Werkzeuge zum Freundlichsein, und in ihr entwickelte sich die Fähigkeit zu individualisierter Bindung – zur Liebe also –, die gleichzeitig die Wirkung agonaler Signale abschwächt. War dieser Familialisierungsmechanismus einmal im Rahmen der Brutpflege entwickelt, dann bedurfte es nicht besonders viel, auch andere über das Bekanntwerden als Austauschpartner altruistisch einzubinden.“

Dies entspreche der christlichen Ikonographie, die die Caritas meist mit Kleinkindern und oftmals säugend darstelle. Eine verhaltensbiologische Neigung setze aber den freien Willen nicht außer Kraft und vermöge deshalb auch die Nächstenliebe nicht abschließend zu erklären. Im Belohnungssystem des Gehirns könne Nächstenliebe zur Ausschüttung körpereigener Botenstoffe führen:

„Man kann allerdings auch ohne Drogen hirnchemische Prozesse aktivieren, die angenehme Gefühle oder Rauschzustände vermitteln und das bis zur Sucht kultivieren. Der Mensch kann […] sich an seiner Tugendhaftigkeit berauschen; im agonistischen Bereich als Held, im fürsorglichen als ‚Heiliger‘.“

Darüber hinaus ist Nächstenliebe als äußerlich von einer Gruppe beobachtbares Handeln wie generell jedes altruistische Verhalten geeignet, auf die Ressourcen und positiven Charaktereigenschaften des Handelnden hinzuweisen und so seinen sozialen Status zu stärken und ihm einen Prestigegewinn zu verschaffen.

## Kategorischer Imperativ

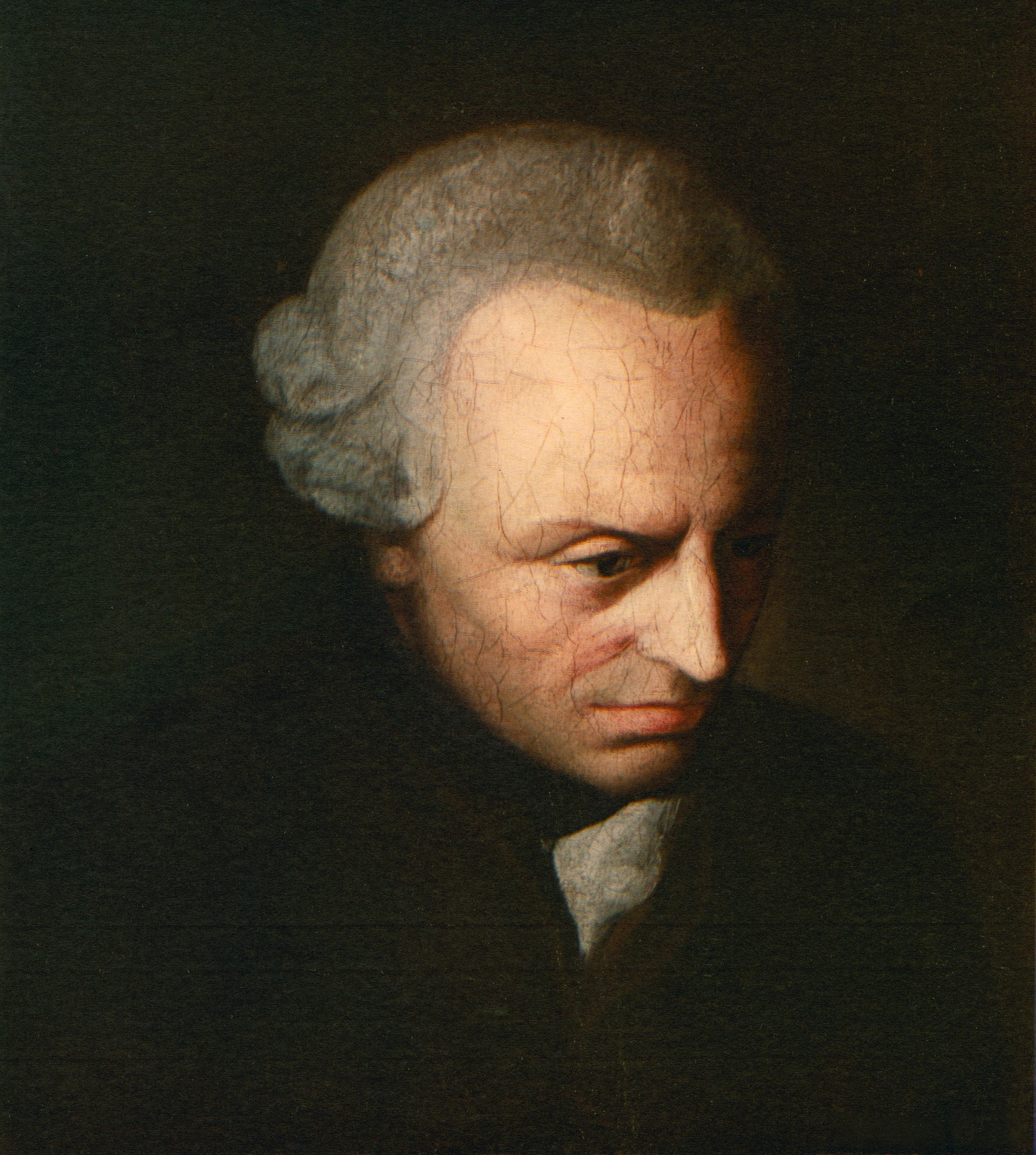
Immanuel Kant

Die neuzeitliche Philosophie grenzte sich seit dem Zeitalter der Aufklärung zunehmend gegen die an partikulare Glaubensbekenntnisse gebundene kirchliche Dogmatik und Ethik ab und versuchte, eine allgemeingültige Ethik des sozialen Miteinanders rational in menschlicher Einsichtsfähigkeit und gutem Willen zu begründen. So hat Immanuel Kant das auf das Wohl des Nächsten bezogene, vom guten Willen gesteuerte Handeln formal mit dem kategorischen Imperativ begründet:

„Der kategorische Imperativ ist also nur ein einziger und zwar dieser: handle nur nach derjenigen Maxime, durch die du zugleich wollen kannst, daß sie ein allgemeines Gesetz werde.“

Darin ist vorausgesetzt, dass Menschsein nur als auf anderes Menschsein angewiesen und als auf das Allgemeinwohl ausgerichtete Solidarität denkbar und wünschenswert ist. Für Kant gründet das Gebot der Nächstenliebe im kategorischen Imperativ:

„Die Pflicht der Nächstenliebe kann also auch so ausgedrückt werden: sie ist die Pflicht, anderer ihre Zwecke (so fern diese nur nicht unsittlich sind) zu den meinen zu machen; die Pflicht der Achtung meines Nächsten ist in der Maxime enthalten, keinen anderen Menschen bloß als Mittel zu meinen Zwecken abzuwürdigen (nicht zu verlangen, der andere solle sich selbst wegwerfen, um meinem Zwecke zu frönen).“

Dass das rationale Denken allein diese grundlegende menschliche Solidarität mit anderen Menschen nicht begründen kann, vertrat Irene Harand 1935 in ihrer frühen Analyse der Ideologie Adolf Hitlers:

„Wenn die Menschen nichts für den Nächsten empfinden, was soll sie davon abhalten, sich gegenseitig totzuschlagen? […] Dort, wo menschliches Empfinden vorhanden ist, scheut man sich, die fürchterlichen Waffen, die schauerlichen Giftgase gegen seine Nachbarn anzuwenden. Wo aber das Gefühl ausgeschaltet wird, dort gibt es auch keine Hemmung für die restlose Vernichtung der Mitmenschen, für die Vergiftung ganzer Bevölkerungsteile, auch wehrloser Männer, Frauen und Kinder.“

## Kritik der Nächstenliebe

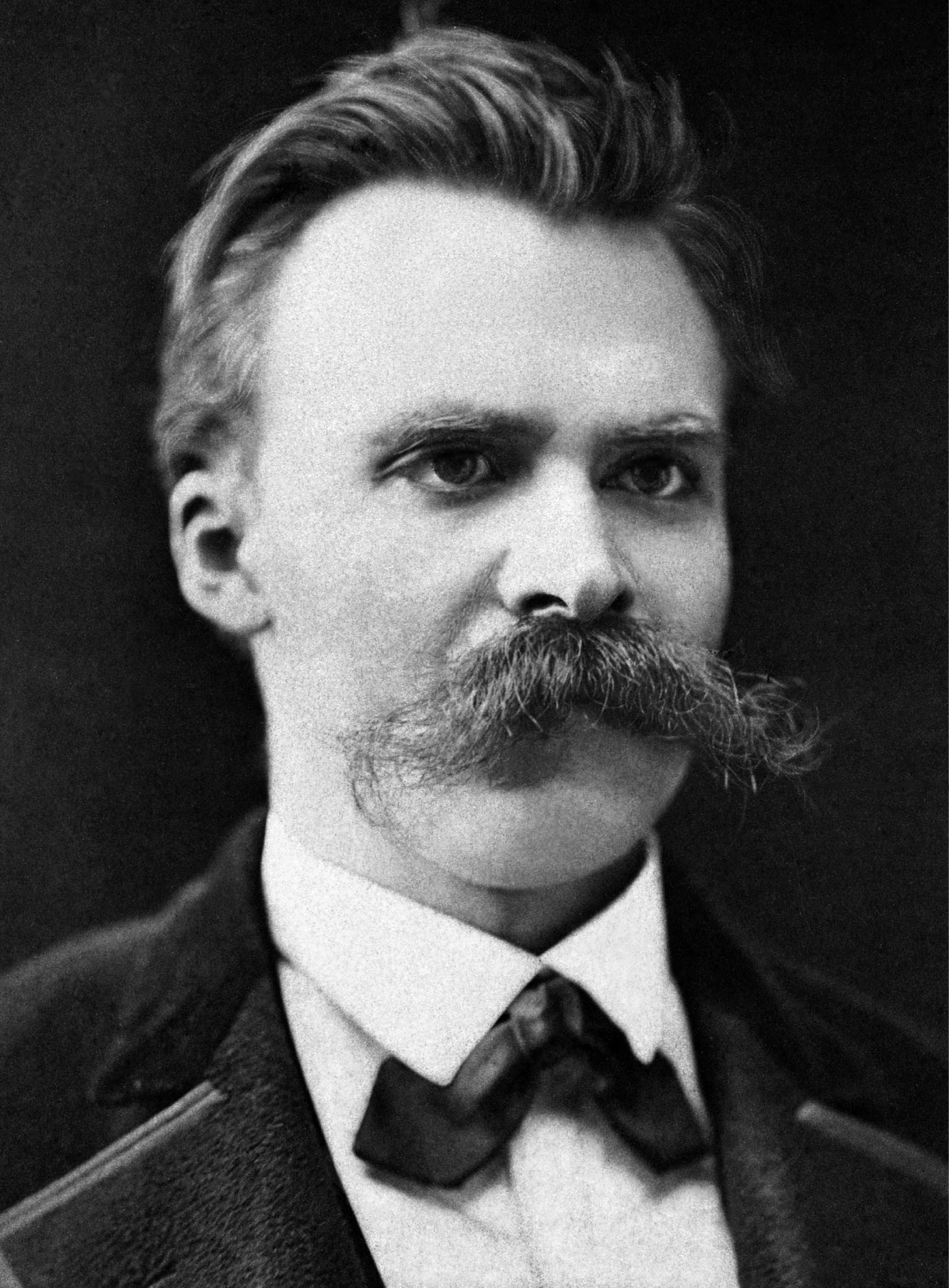
Nietzsche um 1875

Friedrich Nietzsche hat die Nächstenliebe als dekadent bezeichnet:

„Daß man die untersten Instinkte des Lebens verachten lehrt, daß man in der tiefsten Nothwendigkeit zum Gedeihen des Lebens, in der Selbstsucht, das böse Princip sieht: daß man in dem typischen Ziel des Niedergangs, der Instinkt-Widersprüchlichkeit, im ‚Selbstlosen‘ im Verlust des Schwergewichts in der ‚Entpersönlichung‘ und ‚Nächstenliebe‘ grundsätzlich einen höheren Werth, was sage ich! den Werth an sich sieht! Wie? Wäre die Menschheit selber in décadence? Wäre sie es immer gewesen? Was feststeht, ist daß ihr nur décadence-Werthe als oberste Werthe gelehrt worden sind. Die Entselbstungs-Moral ist die typische Niedergangs-Moral par excellence.“

In seinem Werk Also sprach Zarathustra prägte Nietzsche den Begriff der „Fernstenliebe“. Sigmund Freud kritisierte das Liebesgebot als Überforderung. In seinem grundlegenden Essay Das Unbehagen in der Kultur (1929/1930) bezeichnete er es als „… die stärkste Abwehr der menschlichen Aggression und ein ausgezeichnetes Beispiel für das unpsychologische Vorgehen des Kultur-Über-Ichs. Das Gebot ist undurchführbar; eine so großartige Inflation der Liebe kann nur deren Wert herabsetzen, nicht die Not beseitigen.“
Hans Jonas erklärte in seinem Hauptwerk Das Prinzip Verantwortung (1979), das christliche Liebesgebot greife zu kurz und sei auf den unmittelbaren Umkreis der Handlung begrenzt: „Man beachte, daß in all diesen Maximen der Handelnde und der ‚Andere‘ seines Handelns Teilhaber einer gemeinsamen Gegenwart sind. Es sind die jetzt Lebenden und in irgendwelchem Verkehr mit mir stehenden.“ Dies reiche angesichts der ökologischen Krise und der technischen Möglichkeit, die Menschheit dauerhaft auszulöschen, als Handlungsmaxime nicht mehr aus. Mit dem Wandel der Technik müsse die Ethik zur „Fernstenliebe“ erweitert werden. Jonas formulierte einen „ökologischen Imperativ“: „Handle so, daß die Wirkungen deiner Handlung verträglich sind mit der Permanenz echten menschlichen Lebens auf Erden.“

## Rezeption in der Literatur
W. Somerset Maugham hat 1899 eine Short Story A Bad Example veröffentlicht, deren Hauptfigur, der Londoner Büroangestellte James Clinton, seine Umgebung in Irritation versetzt (und am Ende ins Irrenhaus eingewiesen wird), als er eines Tages anfängt, Christi Gebot der Nächstenliebe wortwörtlich zu nehmen und für die Armen der Stadt nicht nur seine Zeit, sondern auch all sein Geld herzugeben.